# 斑霧
《斑霧》是由Interchannel所開發的PlayStation 2平台冒險遊戲。

## 概要
2004年6月發佈製作消息。集結了《Interlude》（インタールード）原班人馬而令玩家期待，然而以古代神祇為題材的傳奇色彩劇本、如電子角色扮演遊戲般經歷戰鬥而故事分岐的系統、挑戰PS2限制級尺度極限的描寫等，加入各種以期超越《Interlude》的要素導致開發窒礙難行。其中限制級描寫包括暴力、及成人遊戲程度的過度性描寫，從後來發表的開發素材而得知。
除了上述因素外，2006年Interchannel公司重組時製作人多部田俊雄離職（後來成立原型公司），開發作業難以統籌進行，人物設計師堀部秀郎因為心衰竭過世，於同年12月27日在遊戲官方網站上發表開發中止的訊息。
部分開發素材發表在後來發售的PS2 Best版《Interlude》的初回限定版（パンドラBOX）的附錄冊子，以及Gemaga（ゲーマガ）雜誌上。

## 製作人員
- 製作人 - 多部田俊雄
- 監督、劇本 - 苑崎透
- 人物設計 - 堀部秀郎
- 題字 - 筆字屋
- 開發 - ロングショット

## 相關項目
- Interlude
- 堀部秀郎
- 多部田俊雄
- Gemaga

## 外部連結
- インターチャネル内紹介ページのInternet Archiveキャッシュ